# Седми печат
Седми печат (швед. Det sjunde inseglet) је шведски историјско-фантастични филм из 1957. године у режији Ингмара Бергмана. Радња је смештена у Шведској за време Црне смрти и прати причу о путовању средњовековног витеза (Макс фон Сидоу) и партији шаха коју игра са персонификацијом смрти (Бенгт Екерот) која је дошла по његов живот. Бергман је развио филм из сопствене представе Trämålning. Наслов филма се односи на одломак из Откривења Јовановог, који се цитира на самом почетку, и при крају филма: „И кад отвори седми печат, наста тишина на небу око пола часа” (Откр. 8, 1). Мотив тишине односи се на „тишину Бога” која је главна тема филма.
Филм се сматра класиком светске кинематографије, као и једним од најбољих филмова икада снимљених. Утврдио је Бергмана као светски признатог режисера и садржи сцене које су постале култне кроз бројне омаже, критичке анализе и пародије.

## Радња
Разочарани витез Антонијус Блок и његов цинични штитоноша Јенс враћају се из Крсташких похода и проналазе земљу коју је опустошила куга. Витез наилази на Смрт, коју изазива на партију шаха, верујући да може да преживи све док се игра наставља. Партија коју започну наставља се током целе приче.
Витез и његов штитоноша пролазе поред глумачког каравана: Јофа и његове супруге Мије, са њиховим малим сином Микаелом и њиховим колегом Јонасом Скатом. Пробудивши се рано, Јоф има визију девице Марије која води малог Исуса, што он повезује са Мијом која се смешка у неверици.
Блок и Јенс посећују цркву у којој се осликава фреска Мртвачког плеса, а штитоноша прекори уметника што је суделовао у идеолошком жару који је довео до крсташког похода. У исповедаоници, Блок говори свештенику да жели да изврши „једно смислено дело” после онога што сада види као бесмислен живот. Откривши му шаховску тактику која ће му спасити живот, витез открива да је заправо Смрт та с којом је разговарао. Напуштајући цркву, Блок разговара са младом женом која је осуђена да буде спаљена на ломачи због општења са ђаволом. Он верује да ће му она причати о животу иза смрти, али само открива да је луда.
У напуштеном селу, Јенс спречава Равала, лопова и бившег теолога који је десет година раније убедио витеза да се придружи крсташким походима, да силује нему слушкињу. Јенс се заклиње да ће му уништити лице ако се поново сретну. Јенс љуби девојку, која се опире, те јој говори да врати њен дуг тако што ће постати његова слушкиња. Девојка невољно пристаје. Група одлази у град, где глумци из каравана наступају. Тамо Ската заводи Лиза, жена ковача Плога. Представу прекида поворка флагеланата на челу са проповедником који харангира мештане.
У градској гостионици, Равал манипулише Плогом и другим муштеријама да застраше Јофа. Малтретирање прекида Јенс, који сече Равалово лице. Витезу и штитоношу се придружују Јофова породица и покајани Плог. Ван града, Блок ужива у млеку и шумским јагодама које је Мија сакупила и изјављује: „Носићу ово сећање међу рукама као да је чинија до врха напуњена свежим млеком... И то ће бити довољан знак — биће ми довољно”.
Блок сада позива Плога и глумце да се склоне од куге у његов замак. Када наиђу на Ската и Лизу у шуми, она се враћа Плогу, док Скат са жаљењем лажира самоубиство. Док група иде даље, Скат се пење на дрво да преноћи, али Смрт се појављује и сече његово дрво. Сусревши осуђену жену која је одвучена на погубљење, Блок је замоли да позове Сатану како би га он испитивао о Богу. Девојка тврди да је то учинила, али витез у њеним очима види само ужас и даје јој биље да јој олакша бол док је стављају на ломачу.
Наилазе на Равала, погођеног кугом. Јенс спречава слушкињу да му узалуд донесе воду, а Равал умире сам. Јоф каже својој жени да види витеза како игра шах са Смрћу и одлучује да побегне са својом породицом, док Блок намерно држи Смрт заузетом. Како Смрт каже „Нико ми не може побећи”, Блок обара шаховске фигуре, али их Смрт враћа на њихово место. У следећем потезу, Смрт побеђује у партији и најављује да ће, када се поново сретну, то бити последњи пут за све. Смрт затим пита Блока да ли је остварио „смислено дело” које је желео да постигне, а витез одговара да јесте.
Блок се поново среће са својом женом и група дели последњу вечеру, коју прекида долазак Смрти. Остатак групе се затим представља, а нема слушкиња га поздравља са „Готово је”.
Јоф и његова породица склонили су се у свој караван од олује, коју тумачи као анђела смрти који пролази. Ујутро, Јоф види витеза и његове пратиоце како иду преко брда у суморном плесу смрти.

## Улоге
| Глумац            | Улога           |
| ----------------- | --------------- |
| Гунар Бјернстранд | Јенс            |
| Бенгт Екерот      | Смрт            |
| Нилс Попе         | Јоф             |
| Макс фон Сидоу    | Антонијус Блок  |
| Биби Андерсон     | Мија            |
| Инга Ландгре      | Карин           |
| Оке Фридел        | Плог            |
| Инга Јил          | Лиза            |
| Ерик Страндмарк   | Јонас Скат      |
| Бертил Андерберг  | Равал           |
| Гунел Линдблом    | нема девојка    |
| Мавд Хансон       | вештица         |
| Гунар Олсон       | Албертус Пиктор |

## Утицаји
- Радња епизоде Партија са смрћу стрипског јунака Дилана Дога, коју је написао Клаудио Кјавероти, инспирисана је филмом Седми печат.